# حصة الحليب

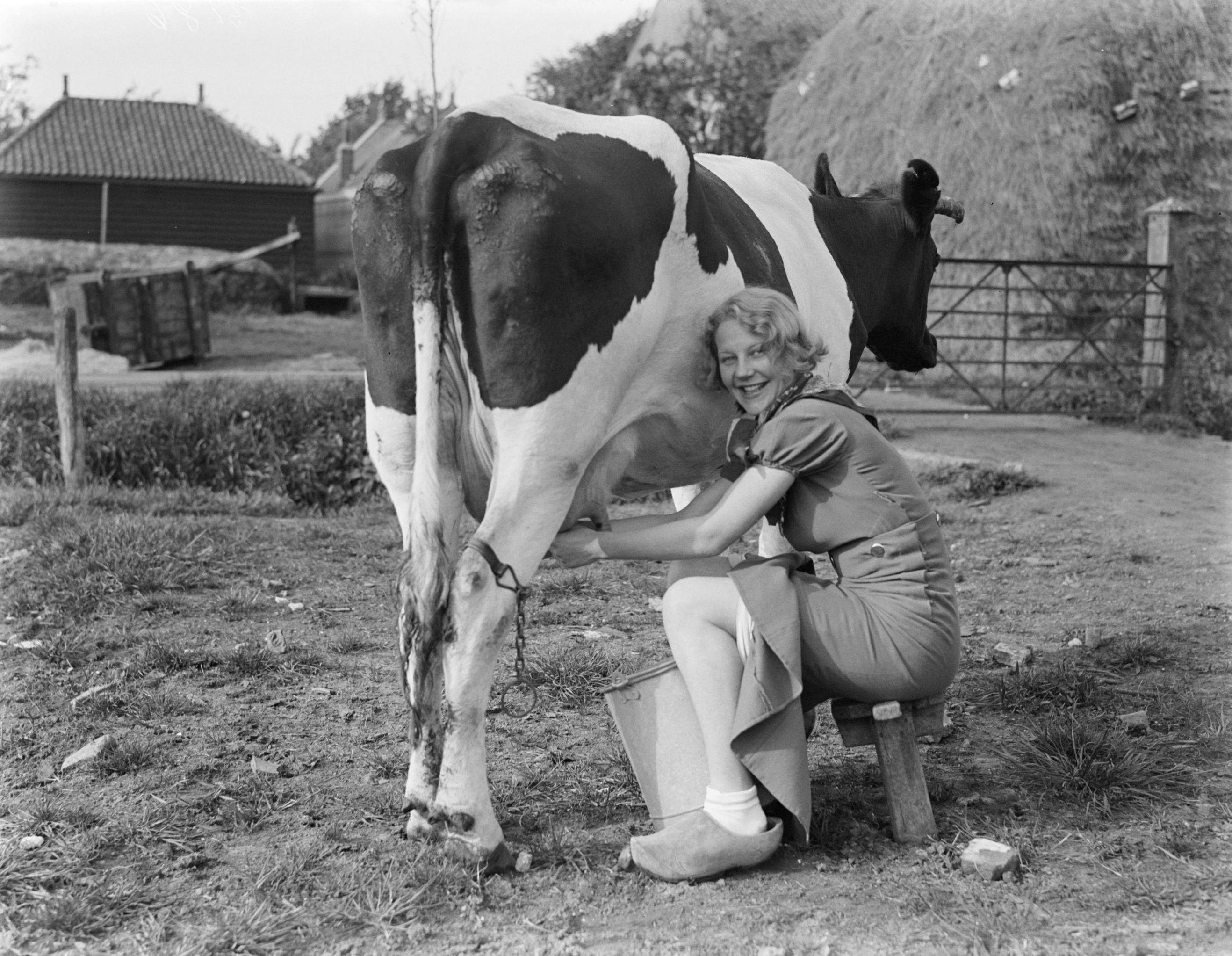

حصة الحليب (أو بشكل أكثر دقة حصة إنتاج الألبان) هي إحدى الإجراءات التي تستخدمها الحكومة البريطانية للتدخل في الزراعة. والغرض منها هو التحكم في ارتفاع إنتاج الحليب. وترتبط حصص الحليب بملكية الأراضي، وتمثل الحد الأقصى لكمية الحليب التي يمكن للمزارع بيعها في كل عام دون أن يدفع ضريبة. وتعد حصص الحليب من الأصول؛ حيث يمكن شراؤها وبيعها، أو اكتسابها، أو فقدها بوسائل أخرى، وهناك سوق مخصص لها.

## التاريخ
تم إدخال حصص الحليب لأول مرة في 2 أبريل 1984 تحت نظام حصص إنتاج الألبان لعام 1984، التي عكست في ذلك الوقت السوق الأوروبية المشتركة (الآن السياسات الزراعية المشتركة الخاصة بالمجموعة الأوروبية). وقد كان من المقرر أن يتم العمل بها حتى عام 1989، ولكن تم مد العمل بها عدة مرات، وستستمر الآن حتى 31 مارس 2015 على الأقل.
وسُمح لكل عضو في السوق الأوروبية المشتركة بإنتاج منتجات ألبان تصل إلى الحد الأقصى، الذي يستند إلى إنتاج كل ولاية عام 1981، بالإضافة إلى 1٪. كما تم تعيين الحد الأقصى على أنه «الكمية المرجعية». وقد تم فرض ضريبة تُدفع للسوق الأوروبية المشتركة على الإنتاج الزائد عن الكمية المحددة. وكان يتم حينها جمع هذه الضريبة من المزارعين أو العاملين في منتجات الألبان. وحتى عام 2002، كان يتم جمع الضريبة وصولاً إلى مجلس التدخل الخاص بإنجلترا وويلز. وتقوم الآن وكالة المدفوعات الريفية بجمع هذه الضريبة نيابة عن إدارة شؤون البيئة، والغذاء، والريف (DEFRA).
وقد أضاف نظام إنتاج الألبان (الحصص) لعام 1994، الذي دخل حيز التنفيذ اعتبارًا من 1 أبريل 1994، تنقيحات جوهرية على الهيكل القديم. حتى 31 مارس 1994، كانت (MAFF) («وزارة الزراعة، ومصايد الأسماك، والأغذية»، وهي وزارة من وزارات الحكومة البريطانية التي حلت محلها إدارة شؤون البيئة، والغذاء، والريف (DEFRA) منذ ذلك الحين) مسؤولة عن حصص الحليب. وقد احتفظت مجالس تسويق الحليب، نيابة عن وزارة الزراعة ومصايد الأسماك والأغذية، بسجل للحصص يُذكر فيه بالتفصيل أسماء المزارعين ومزارع الألبان والحصص التي ينتجونها. وفي 31 أكتوبر 1994، تم حل مجالس تسويق الحليب (في ويلز، وإنجلترا، واسكتلندا) وفي 28 فبراير 1995 (في أيرلندا الشمالية).
النظام الجديد الذي يحكم حصص الحليب هو نظام إنتاج الألبان (الحصص) لعام 2005، بصيغته المعدلة، ونظام إنتاج الألبان (الحصص) (ويلز) لعام 2005، بصيغته المعدلة.

## البنية
توجد خمسة أنواع من حصص الحليب:
- حصة البيع المباشر، وهي الحد الأقصى لكمية الألبان التي يمكن لصاحب الحيازة الزراعية بيعها مباشرةً بدون دفع الضريبة،
- حصة البيع بالجملة، وهي الحد الأقصى لإنتاج الألبان الذي يمكن لصاحب الحيازة الزراعية بيعه بالجملة بدون دفع الضريبة،
- حصة المشتري، وهي الحد الأقصى لإنتاج الألبان الذي يمكن للمشتري شراؤه من تاجر الجملة بدون دفع الضريبة،
- حصة المشتري الخاصة، التي كانت موجودة سابقًا بالتوازي مع حصة المشتري، ولكنها الآن تندرج تحت حصص الحليب العامة، و
- حصة سلوم (SLOM)، التي كانت في السابق حصة حليب اسمية مخصصة للمزارعين الذين توقفوا أو خفضوا من إنتاجهم للألبان. والآن تندرج هذه الحصة أيضًا تحت حصص الحليب العامة.

## الحيازة والنقل
لم تقصد السوق الأوروبية المشتركة في الأصل جذب قيمة لحصص الحليب. ولكن على عكس ما أرادو، أصبحت حصص الحليب من الأصول القيمة، رغم أن الأسعار قد انخفضت في الآونة الأخيرة. ويمكن شراء حصص الحليب خالصة أو مؤجرة.
وعلى الرغم من أن الحصص ترتبط عادةً بالأراضي، وتتم إعارتها معها شريطة ألا تكون هذه الإعارة إيجارًا أقل من عشرة أشهر، إلا أنه يمكن الآن تداولها بشكل منفصل. وشككت المحاكم في شرعية مثل هذه الإعارة، بالأخص في مجلس كارسون الخامس بمقاطعة كورنوال [1993] 1 تقارير قوانين العقارات بالجريدة الرسمية 21, [1993] 03 EG 119, لكن منذ عام 1994 تم قبوله، على الأقل بشكل محدود، على سبيل المثال في هاريس الخامس بنك باركليز [1997] 2 EGLR 15, [1997] 45 EG 145, CA.
ويمكن أيضًا نقل حصص الحليب بدون الدفع، حيث يتوقف مستأجر الحيازة بموجب قانون الحيازات الزراعية لعام 1986 عن استخدام هذه الأراضي لأغراض إنتاج الألبان لمدة خمس سنوات وينقل تلك الحصة إلى أرض أخرى يمتلكها بغرض إنتاج الألبان، شريطة عدم وجود بند حماية الحصة في الإيجار. وفي حالة عدم وجود مثل هذا البند، سيُصبح المستأجر بموجب قانون الحيازات الزراعية لعام 1986 أو قانون الإيجارات الزراعية لعام 1995، من حيث المبدأ، حرًا في بيع الحصة الملحقة بالأرض التي استأجرها في السوق المفتوحة. ويسمى هذا الأمر «تدليك» الحصة أو أحيانًا «سرقة» الحصة، على الرغم من وصف ويليامز (2011) لهذا المصطلح الأخير «بغير مناسب وغير لائق»، حيث إن مثل هذا النقل يتم فيما يبدو بشكل قانوني.
وعادةً ما تتم إحالة المنازعات التي تجري حول حصة الحليب إلى التحكيم.

## الحواشي
1. ↑  The relevant enactment is Council Regulation (EEC) 804/68, as amended. The current rules are now in Council Regulation (EEC) 3950/92.[1][2]
2. ↑  This has applied in England since the enactment of the Dairy Produce (Quotas) Regulations 1994, SI 1194/672, reg 13.[7]

## قائمة المصادر
- Bateman, H, Curtis, S and McAdam, K: Dictionary of Agriculture, 2006. London: A & C Black Publishers Ltd. ISBN 978-0-7136-7778-3 .
- Prag, P: The Valuation of Rural Property, published 1998, revised 2003. Chichester: Packard Publishing Ltd. ISBN 978-1-85341-130-2 .
- Williams, P. R.: Scammell and Densham's Law of Agricultural Holdings, Ninth Edition (supplement), 2011. London: LexisNexis. ISBN 978-1-4057-4493-5

## الاستشهادات
1. 1 2 3  Williams 2011, p. 243.
2. 1 2  Milk quotas, HMRC, retrieved 2 June 2011.] نسخة محفوظة 31 أكتوبر 2012 على موقع واي باك مشين.
3. ↑  Bateman, Curtis and Macadam 2006, p. 162.
4. ↑  Williams 2011, p. 244.
5. ↑  Williams 2011, p. 244-245
6. ↑  Prag 2003, p. 119.
7. 1 2  Williams 2011, p. 262.
8. ↑  Williams 2011, p. 262-263.